# 田口俊樹
田口 俊樹（たぐち としき、1950年6月12日 - ）は、日本の翻訳家。マルタの鷹協会、日本推理作家協会会員。

## 来歴
奈良県奈良市生まれ。本名・俊氣。早稲田大学第一文学部卒。劇団木馬座勤務の後、音楽ディレクターのアシスタント、シナリオライターを経て、1977年、地方公務員である都立高校教員（英語科）になった。教員生活を送りながら、1977年早川書房に勤める高校時代の友人染田屋茂の紹介でミステリー翻訳に手を染める。1987年から、翻訳学校「フェロー・アカデミー」講師。1988年3月に高校教員を退職し翻訳専業になる。
ローレンス・ブロックなど、ミステリーを主として翻訳している。翻訳ミステリー大賞シンジケートの発起人の一人。

## 著書
- 『おやじの細腕まくり』（講談社） 2002年
- 『ミステリ翻訳入門』（アルク翻訳レッスン・シリーズ） 2002年
- 『日々翻訳ざんげ エンタメ翻訳この四十年』（本の雑誌社） 2021年3月

## 翻訳
- 『ゲームの名は死』（ダン・J・マーロウ、早川書房、世界ミステリシリーズ） 1979年
- 『蜜の味』（H・F・ハード、ハヤカワ文庫） 1982年
- 『アーリントン最後の男』（ジョゼフ・ディモーナ、早川書房） 1982年
- 『獲物は狩人を誘う』（ジョナサン・ヴェイリン、早川書房） 1983年
- 『罪ある傍観者』（ウェイド・ミラー、河出書房新社、アメリカン・ハードボイルド） 1985年
- 『幻のペニー・フェリー』（リック・ボイヤー、早川書房） 1986年、のち文庫
- 『第四の郵便配達夫』（クレイグ・ライス、創元推理文庫） 1988年
- 『アクシデンタル・ツーリスト』（アン・タイラー、早川書房） 1989年
- 『デイジー・ダックス』（リック・ボイヤー、早川書房） 1989年、のち文庫
- 『魔の帆走』（サム・ルウェリン、二見文庫） 1989年
- 『サタデーナイト・デッド』（リチャード・ローゼン、ハヤカワ文庫） 1989年
- 『鉄道探偵ハッチ』（ロバート・キャンベル、文春文庫） 1990年
- 『脅迫』（ジミー・サングスター、角川文庫） 1990年
- 『地獄の季節』（ジャック・ヒギンズ、早川書房） 1991年、のち文庫
- 『草原の狙撃 鉄道探偵ハッチ』（ロバート・キャンベル、文春文庫） 1991年
- 『ナンタケットの墓標』（リック・ボイヤー、ハヤカワ文庫） 1992年
- 『安楽死の方法』（デレック・ハンフリー、徳間書店） 1992年
- 『新エドガー賞全集』（マーティン・H・グリーンバーグ編、ハヤカワ文庫） 1992年
- 『モータウン・ブルース』（ダグ・アリン、創元推理文庫） 1993年
- 『オリヴァー・ストーンの天と地』（新潮文庫） 1993年
- 『ジャッカルの呪い ヤング・インディ・ジョーンズ 1』（ジョージ・ルーカス原案、文春文庫） 1993年
- 『ダメージ』（ジョゼフィン・ハート、文藝春秋） 1993年、のちヴィレッジブックス
- 『チャイルドフッド』（ヨナ・オバースキー、キネマ旬報社） 1994年
- 『神なき街の聖歌』（トマス・アドコック、ハヤカワ文庫） 1994年
- 『我輩はカモじゃない』（スチュアート・カミンスキー、文春文庫） 1994年
- 『アイ・ラブ・トラブル』（ピーター・ブラケット、集英社文庫） 1994年
- 『クリムゾン・タイド』（リチャード・ヘンリック、集英社） 1995年
- 『チャーム・スクール』（ネルソン・デミル、文春文庫） 1996年
- 『シンプル・サイモン』（ライン・ダグラス・ピアソン、徳間書店） 1997年、のち文庫
- 『私は負けない』（モニカ・セレシュ、徳間書店） 1997年
- 『ブルックリン救急病棟』（バーバラ・ローガン、新潮文庫） 1997年
- 『ディナーで殺人を』（ピーター・ヘイニング、深町真理子ほか共訳、創元推理文庫） 1998年
- 『鎮魂のビート』（ダグ・アリン、創元推理文庫） 1998年
- 『パナマの仕立屋』（ジョン・ル・カレ、集英社 1999年
- 『死ぬためのエチケット』（シーリア・フレムリン、創元推理文庫） 2000年
- 『シングル&シングル』（ジョン・ル・カレ、集英社） 2000年
- 『ある詩人の死』（ダグ・アリン、山本光伸共訳、光文社文庫） 2000年
- 『トスカーナの丘 イタリアの田園暮らし』（フェレンク・マテ、徳間書店） 2000年
- 『「遊べない人」の心理学』（レノア・テア、講談社） 2000年
- 『25時』（デイヴィッド・ベニオフ、新潮文庫） 2001年
- 『復讐の殺人』（オットー・ペンズラー編共訳 ハヤカワ文庫 2001年
- 『さあ、才能に目覚めよう あなたの5つの強みを見出し、活かす』（マーカス・バッキンガム,ドナルド・O・クリフトン、日本経済新聞社） 2001年
- 『カール・マルクスの生涯』（フランシス・ウィーン、朝日新聞社） 2002年
- 『脳が殺す 連続殺人犯：前頭葉の"秘密"』（ジョナサン・H・ピンカス、光文社） 2002年
- 『ロンドン・ノワール』（マキシム・ジャクボヴスキー編、扶桑社） 2003年
- 『獄中記 地獄篇』（ジェフリー・アーチャー、アーティストハウスパブリッシャーズ） 2003、のち角川文庫、新装版・ゴマブックス 2016年4月
- 『獄中記2 煉獄篇』（ジェフリー・アーチャー、アーティストハウスパブリッシャーズ） 2004年、新装版・ゴマブックス 2016年4月
- 『哀しいアフリカ 国際女探偵、呪術の大陸を行く』（ケリー・ジェームズ、講談社） 2004年
- 『夜の回帰線』（マイケル・グルーバー、新潮文庫） 2004年
- 『リリーへの手紙 祖父から孫に伝えたい20のこと』（アラン・マクファーレン、ソフトバンククリエイティブ） 2005年
- 『幸運は誰に?』（カール・ハイアセン、扶桑社ミステリー） 2005年
- 『99999』（デイヴィッド・ベニオフ、新潮文庫） 2006年
- 『血の協会』（マイケル・グルーバー、新潮文庫） 2006年
- 『殺しのグレイテスト・ヒッツ』（ロバート・J・ランディージ、ハヤカワ文庫） 2007年
- 『キューバ・コネクション』（アルナルド・コレア、文春文庫） 2007年
- 『インドの算数 インド学校公式教科書 バイリンガル完全版1』（千葉敏生共訳、創美社） 2007年
- 『トラブル・イズ・マイ・ビジネス』（レイモンド・チャンドラー、共訳、ハヤカワ文庫） 2007年
- 『アメリカン・ギャングスター』（マーク・ジェイコブスン、共訳、ハヤカワ文庫） 2007年
- 『数独パズル殺人事件』（シェリー・フレイドント、ヴィレッジブックス 2008年
- 『マイ・ブルーベリー・ナイツ』（ウォン・カーウァイ,ローレンス・ブロック、扶桑社） 2008年
- 『きみの遠い故郷へ』（ウィル・ノース、文藝春秋） 2008年
- 『ABC殺人事件』（アガサ・クリスティー、早川書房） 2008年
- 『消せない炎』（ジャック・ヒギンズ,ジャスティン・リチャーズ、理論社） 2008年
- 『十の罪業』（エド・マクベイン編、木村二郎,中川聖,白石朗共訳、創元推理文庫） 2009年
- 『夢で殺した少女』（ベネット・ダヴリン、ヴィレッジブックス） 2009年
- 『「興味」と「成功」の法則 “ほんとうのあなた”を仕事に活かそう!』（マーカス・バッキンガム、濱野大道共訳 宝島社 2010年
- 『ポーカーはやめられない ポーカー・ミステリ書下ろし傑作選』（オットー・ペンズラー編、共訳 ランダムハウス講談社 2010年
- 『卵をめぐる祖父の戦争』（デイヴィッド・ベニオフ、早川書房） 2010年
- 『私たちが子どもだったころ、世界は戦争だった』（サラ・ウォリス,スヴェトラーナ・パーマー共訳、文藝春秋） 2010年
- 『風をつかまえた少年』（ウィリアム・カムクワンバ,ブライアン・ミーラー、文藝春秋） 2010年、のち文庫
- 『盗まれっ子』（キース・ドノヒュー、武田ランダムハウスジャパン） 2011年
- 『カーテン』（アガサ・クリスティー、早川書房、クリスティー文庫） 2011年
- 『シャンタラム』（グレゴリー・デイヴィッド・ロバーツ、新潮文庫） 2011年
- 『こうして世界は誤解する - ジャーナリズムの現場で私が考えたこと』（ヨリス・ライエンダイク、高山真由美共訳、英治出版） 2011年
- 『主婦に捧げる犯罪』（クリスティン・マシューズ、武田ランダムハウスジャパン、RHブックス・プラス） 2012年
- 『エリア51 世界でもっとも有名な秘密基地の真実』（アニー・ジェイコブセン、太田出版、ヒストリカル・スタディーズ） 2012年
- 『暴行』（ライアン・デイヴィッド・ヤーン、新潮文庫） 2012年
- 『ストレングス・リーダーシップ - さあ、リーダーの才能に目覚めよう』（バリー・コンチー、加藤万里子共訳、日本経済新聞出版社） 2013年
- 『捜査官ポアンカレ 叫びのカオス』（ナード・ローゼン、早川書房） 2013年
- 『キャプテンの責務』（リチャード・フィリップス、ハヤカワノンフィクション文庫） 2013年
- 『暴露 - スノーデンが私に託したファイル』（グレン・グリーンウォルド、濱野大道・武藤陽生共訳、新潮社） 2014年
- 『ゴーストマン - 時限紙幣』（ロジャー・ホッブス、文藝春秋） 2014 、文春文庫 2017年
- 『郵便配達は二度ベルを鳴らす』（ジェームズ・M・ケイン、年潮文庫） 2014年
- 『カクテル・ウェイトレス』（ジェームズ・M・ケイン、新潮文庫） 2014年
- 『ベント・ロード』（ローリー・ロイ、集英社文庫） 2014年
- 『ジキルとハイド』（ロバート・ルイス・スティーヴンソン、新潮文庫） 2015年2月
- 『アメリカン・スナイパー』（クリス・カイル、ハヤカワ・ノンフィクション文庫） 2015年2月
- 『フェイスオフ 対決』（デイヴィッド・バルダッチ編、集英社文庫） 2015年9月
- 『ナパーム空爆史 日本人を最も多く殺した兵器』（ロバート・M・ニーア、太田出版） 2016年3月
- 『ブラウン神父の無垢なる事件簿』（G・M・チェスタートン、ハヤカワ・ミステリ文庫） 2016年3月
- 『コンカッション』（ジーン・マリー・ラスカス、小学館文庫） 2016年4月
- 『彼女が家に帰るまで』（ローリー・ロイ、不二淑子共訳、集英社文庫） 2016年4月
- 『ジャングル・ブック』（ラドヤード・キプリング、新潮文庫） 2016年6月
- 『殺し屋を殺せ』（クリス・ホルム、ハヤカワ文庫） 2016年10月
- 『ジャック ゴーストマンの自叙伝』（ロジャー・ホッブス、文春e-Books・電子書籍） 2017年3月
- 『怒り』上・下（ジグムント・ミウォシェフスキ、小学館文庫） 2017年7月
- 『ゴーストマン - 消滅遊戯』（ロジャー・ホッブス、文藝春秋） 2017年9月
- 『人形は指をさす』（ダニエル・コール、集英社文庫） 2017年9月
- 『15時17分、パリ行き』（アンソニー・サドラー,アレク・スカラトス,スペンサー・ストーン、不二淑子共訳、ハヤカワ・ノンフィクション文庫） 2018年2月
- 『動く標的（新訳版）』（ロス・マクドナルド、創元推理文庫） 2018年3月
- 『レイチェルが死んでから』（フリン・ベリー、ハヤカワ・ミステリ文庫） 2018年11月
- 『もつれ』（ジグムント・ミウォシェフスキ、小学館文庫） 2018年12月
- 『悪魔の赤い右手 殺し屋を殺せ2』（クリス・ホルム、ハヤカワ文庫） 2019年2月
- 『血の収穫』新訳版（ダシール・ハメット、創元推理文庫） 2019年5月
- 『一抹の真実』（ジグムント・ミウォシェフスキ、小学館文庫） 2019年12月
- 『ただの眠りを』（ローレンス・オズボーン、ハヤカワ・ミステリ文庫） 2020年1月
- 『時計仕掛けの歪んだ罠』（アルネ・ダール、小学館文庫） 2020年7月
- 『名探偵ポアロ ABC殺人事件』（アガサ・クリスティー、ハヤカワ・ジュニア・ミステリ） 2020年7月
- 『娘を呑んだ道』（スティーナ・ジャクソン、小学館文庫） 2020年9月
- 『最後の巡礼者』上・下（ガード・スヴェン、竹書房文庫） 2020年10月
- 『狩られる者たち』（アルネ・ダール、矢島真理共訳、小学館文庫） 2021年7月
- 『長い別れ』（レイモンド・チャンドラー、創元推理文庫） 2022年4月
- 『ストレングス・リーダーシップ<新装版> さあ、リーダーの才能に目覚めよう』（ギャラップ、加藤万里子共訳、日本経済新聞出版） 2022年6月
- 『スクイズ・プレー』（ポール・ベンジャミン、新潮文庫） 2022年8月
- 『その昔、ハリウッドで』（クエンティン・タランティーノ、文藝春秋） 2023年5月
- 『地獄が口を開けている』（ガード・スヴェン、竹書房） 2023年10月
- 『屍衣にポケットはない』（ホレス・マッコイ、新潮文庫） 2024年1月
- 『プレイバック』（レイモンド・チャンドラー、創元推理文庫） 2024年4月
- 『ガイズ&ドールズ』（デイモン・ラニアン、新潮文庫） 2024年5月
- 『パナマの仕立屋』上・下（ジョン・ル・カレ、ハヤカワ文庫） 2024年7月
- 『マルタの鷹』新訳版（ダシール・ハメット、創元推理文庫） 2025年4月
- 『私立探偵マニー・ムーン』（リチャード・デミング、新潮文庫） 2025年6月

### ローレンス・ブロック
- 『泥棒は選べない』（ローレンス・ブロック、早川書房） 1980年、のち文庫
- 『泥棒はクロゼットのなか』（ローレンス・ブロック、早川書房） 1980年、のち文庫
- 『泥棒は詩を口ずさむ』（ローレンス・ブロック、早川書房） 1981年、のち文庫
- 『泥棒は哲学で解決する』（ローレンス・ブロック、早川書房） 1983年、のち文庫
- 『八百万の死にざま』（ローレンス・ブロック、早川書房） 1984年、のち文庫
- 『泥棒は抽象画を描く』（ローレンス・ブロック、早川書房） 1984年、のち文庫
- 『暗闇にひと突き』（ローレンス・ブロック、早川書房） 1985年、のち文庫
- 『聖なる酒場の挽歌』（ローレンス・ブロック、二見文庫） 1986年
- 『過去からの弔鐘』（ローレンス・ブロック、二見文庫） 1987年
- 『冬を怖れた女』（ローレンス・ブロック、二見文庫） 1987年
- 『一ドル銀貨の遺言』（ローレンス・ブロック、二見文庫） 1989年
- 『慈悲深い死』（ローレンス・ブロック、二見文庫） 1990年
- 『緑のハートをもつ女』（ローレンス・ブロック、創元推理文庫） 1990年
- 『墓場への切符』（ローレンス・ブロック、二見書房） 1991年、のち文庫
- 『倒錯の舞踏』（ローレンス・ブロック、二見書房） 1992年、のち文庫
- 『ローレンス・ブロック傑作集』1 - 3（ローレンス・ブロック、共訳、ハヤカワ文庫） 1992 - 1994年
- 『獣たちの墓』（ローレンス・ブロック、二見書房） 1993年、のち文庫
- 『死者の長い列』（ローレンス・ブロック、二見書房） 1995年、のち文庫
- 『死者との誓い』（ローレンス・ブロック、二見書房） 1995年、のち文庫
- 『処刑宣告』（ローレンス・ブロック、二見書房） 1996年、のち文庫
- 『泥棒は野球カードを集める』（ローレンス・ブロック、早川書房） 1996年、のち文庫
- 『盲目の予言者』（ローレンス・ブロック、二見書房） 1998年
- 『殺し屋』（ローレンス・ブロック、二見文庫） 1998年
- 『泥棒はボガートを夢見る』（ローレンス・ブロック、早川書房） 1998年
- 『皆殺し』（ローレンス・ブロック、二見書房） 1999年、のち文庫
- 『頭痛と悪夢』（ローレンス・ブロック、共訳、光文社文庫） 1999年
- 『泥棒は図書室で推理する』（ローレンス・ブロック、早川書房） 2000年
- 『巨匠の選択』（ローレンス・ブロック編、共訳、早川書房） 2001年
- 『泥棒はライ麦畑で追いかける』（ローレンス・ブロック、早川書房） 2001年
- 『殺しのリスト』（ローレンス・ブロック、二見文庫） 2002年
- 『死への祈り』（ローレンス・ブロック、二見書房） 2002年、のち文庫
- 『ローレンス・ブロックのベストセラー作家入門』（ローレンス・ブロック、加賀山卓朗共訳、原書房） 2003年
- 『砕かれた街』（ローレンス・ブロック、二見文庫） 2004年
- 『すべては死にゆく』（ローレンス・ブロック、二見書房） 2006年
- 『泥棒は深夜に徘徊する』（ローレンス・ブロック、早川書房） 2007年
- 『殺しのパレード』（ローレンス・ブロック、二見文庫） 2007年
- 『マンハッタン物語』（ローレンス・ブロック編、高山真由美共訳、二見文庫） 2008年
- 『エドガー賞全集』（ローレンス・ブロック編、木村二郎他共訳、早川文庫） 2008年
- 『殺し屋　最後の仕事』（ローレンス・ブロック、二見文庫） 2011年
- 『現代ミステリ傑作選 18の罪』（L・ブロック、M・コナリー、J・ディーヴァー他、共訳、ヴィレッジブックス） 2012年
- 『償いの報酬』（ローレンス・ブロック、二見文庫、ザ・ミステリ・コレクション） 2012年
- 『殺し屋ケラーの帰郷』（ローレンス・ブロック、二見文庫） 2014年
- 『獣たちの墓』（ローレンス・ブロック、 二見文庫） 2015年4月
- 『泥棒はスプーンを数える』（ローレンス・ブロック、集英社文庫） 2018年9月
- 『短編画廊 絵から生まれた17の物語』（ローレンス・ブロック編、共訳、ハーパーコリンズ） 2019年6月、のち文庫 2021年5月
- 『石を放つとき (マット・スカダー・シリーズ)』（ローレンス・ブロック、二見書房） 2020年11月
- 『短編回廊 アートから生まれた17の物語』（ローレンス・ブロック編、共訳、ハーパーコリンズ） 2021年5月、のち文庫化 2022年12月
- 『マット・スカダー わが探偵人生』（ローレンス・ブロック、二見書房） 2024年10月

### エルモア・レナード
- 『キャット・チェイサー』（エルモア・レナード、サンケイ文庫） 1986年
- 『マイアミ欲望海岸』（エルモア・レナード、扶桑社、サンケイ文庫） 1988年
- 『タッチ』（エルモア・レナード、早川書房） 1988年、のち文庫
- 『身元不明者89号』（エルモア・レナード、創元推理文庫） 2007年
- 『ラブラバ〔新訳版〕』（エルモア・レナード、早川書房） 2017年12月

### マイクル・Z・リューイン
- 『刑事の誇り』（マイクル・Z・リューイン、早川書房） 1987年、のち文庫
- 『男たちの絆』（マイクル・Z・リューイン、早川書房） 1988年、のち文庫
- 『探偵家族』（マイクル・Z・リューイン、早川書房） 1997年、のち文庫
- 『のら犬ローヴァー町を行く』（マイクル・Z・リューイン、早川書房） 2000年
- 『表と裏』（マイクル・Z・リューイン、早川書房、ハヤカワ・ミステリ） 2000年
- 『探偵学入門』（マイクル・Z・リューイン、共訳、早川書房、ハヤカワ・ミステリ） 2004年
- 『探偵家族 / 冬の事件簿』（マイクル・Z・リューイン、早川書房、ハヤカワ・ミステリ） 2004年
- 『カッティングルース』（マイクル・Z・リューイン、理論社） 2006年
- 『神さまがぼやく夜』（マイクル・Z・リューイン、ヴィレッジブックス） 2015年1月
- 『祖父の祈り』（マイクル・Z・リューイン、早川書房） 2022年7月

### ロアルド・ダール
- 『王女マメーリア』（ロアルド・ダール、早川書房） 1990年、のち文庫
- 『あなたに似た人』新訳版（ロアルド・ダール、ハヤカワ・ミステリ文庫） 2013年
- 『キス・キス』新訳版（ロアルド・ダール、ハヤカワ・ミステリ文庫） 2014年
- 『来訪者』新訳版（ロアルド・ダール、ハヤカワ・ミステリ文庫） 2015年7月
- 『飛行士たちの話』新訳版（ロアルド・ダール、ハヤカワ・ミステリ文庫） 2016年8月
- 『少年』新訳版（ロアルド・ダール、ハヤカワ・ミステリ文庫） 2022年2月

### チャールズ・バクスター
- 『世界のハーモニー』（チャールズ・バクスター、早川書房） 1991年
- 『安全ネットを突き抜けて』（チャールズ・バクスター、亀井よし子共訳、早川書房） 1992年10月
- 『見知らぬ弟』（チャールズ・バクスター、早川書房） 1994年
- 『愛の饗宴』（チャールズ・バクスター、早川書房） 2004年

### フィリップ・マーゴリン
- 『黒い薔薇』（フィリップ・マーゴリン、早川書房） 1994年、のち文庫
- 『封印された悪夢』（フィリップ・マーゴリン、ハヤカワ文庫） 1996年
- 『暗闇の囚人』（フィリップ・マーゴリン、早川書房） 1996年、のち文庫
- 『氷の男』（フィリップ・マーゴリン、ハヤカワ文庫） 1997年
- 『炎の裁き』（フィリップ・マーゴリン、早川書房） 1998年、のち文庫

### ロレンゾ・カルカテラ
- 『スリーパーズ 恐怖の少年院と復讐の記録』（ロレンゾ・カルカテラ、徳間書店） 1996年、のち文庫
- 『アパッチ NY特攻ゲリラ部隊』（ロレンゾ・カルカテラ、徳間書店） 1999年
- 『ギャングスター』（ロレンゾ・カルカテラ、新潮文庫） 2003年
- 『ストリート・ボーイズ』（ロレンゾ・カルカテラ、新潮文庫） 2004年

### ジョン・ディクスン・カー / カーター・ディクスン
- 『仮面劇場の殺人』（ジョン・ディクスン・カー、原書房） 1997年
- 『月明かりの闇 フェル博士最後の事件』（ジョン・ディクスン・カー、原書房） 2000年、のち早川文庫
- 『第三の銃弾』（カーター・ディクスン、ハヤカワ文庫 2001年
- 『仮面劇場の殺人』（ジョン・ディクスン・カー、創元推理文庫） 2003年

### ボストン・テラン
- 『神は銃弾』（ボストン・テラン、文春文庫） 2001年
- 『死者を侮るなかれ』（ボストン・テラン、文春文庫） 2003年
- 『凶器の貴公子』（ボストン・テラン、文春文庫） 2005年
- 『音もなく少女は』（ボストン・テラン、文春文庫） 2010年
- 『暴力の教義』（ボストン・テラン、新潮文庫） 2012年
- 『その犬の歩むところ』（ボストン・テラン、文春文庫） 2017年6月
- 『ひとり旅立つ少年よ』（ボストン・テラン、文春文庫） 2019年8月

### リチャード・モーガン
- 『オルタード・カーボン』（リチャード・モーガン、アスペクト） 2005年
  - 『オルタード・カーボン』上・下（リチャード・モーガン、パンローリング） 2019年8月
- 『ブロークン・エンジェル』（リチャード・モーガン、アスペクト） 2007年
  - 『ブロークン・エンジェル』新装改訂版 上・下（リチャード・モーガン、パンローリング） 2019年11月
- 『ウォークン・フュアリーズ 目覚めた怒り』（リチャード・モーガン、アスペクト） 2010年
  - 『ウォークン・フュアリーズ』上・下（リチャード・モーガン、パンローリング） 2020年4月

### トム・ロブ・スミス
- 『チャイルド44』（トム・ロブ・スミス、新潮文庫） 2008年
- 『グラーグ57』（トム・ロブ・スミス、新潮文庫） 2009年
- 『エージェント6』（トム・ロブ・スミス、新潮文庫） 2011年
- 『偽りの楽園』上・下（トム・ロブ・スミス、新潮文庫） 2015年8月

### ハーラン・コーベン
- 『ステイ・クロース』（ハーラン・コーベン、ヴィレッジブックス） 2013年
- 『偽りの銃弾』（ハーラン・コーベン、大谷瑠璃子共訳、小学館文庫） 2018年5月
- 『ランナウェイ』（ハーラン・コーベン、小学館文庫） 2020年12月
- 『森から来た少年』（ハーラン・コーベン、小学館文庫） 2022年1月
- 『ウィン』（ハーラン・コーベン、小学館文庫） 2022年11月
- 『THE MATCH』（ハーラン・コーベン、北綾子共訳、小学館文庫） 2023年11月
- 『捜索者の血』（ハーラン・コーベン、小学館文庫） 2025年2月

### ドン・ウィンズロウ
- 『ダ・フォース』上・下（ドン・ウィンズロウ、ハーパーBooks） 2018年3月
- 『ザ・ボーダー』上・下（ドン・ウィンズロウ、ハーパーBooks） 2019年7月
- 『壊れた世界の者たちよ』（ドン・ウィンズロウ、ハーパーBooks） 2020年7月
- 『業火の市（まち）』（ドン・ウィンズロウ、ハーパーBooks） 2022年5月
- 『陽炎の市（まち）』（ドン・ウィンズロウ、ハーパーBooks） 2023年6月
- 『終の市（まち）』（ドン・ウィンズロウ、ハーパーBooks） 2024年6月

## 関連人物
- 三川基好 - 中学・高校の同級生。田口の紹介で翻訳家になる。
- 小鷹信光 - 翻訳家の先輩。
- 加賀山卓朗 - 翻訳学校の門下生。
- 芹澤恵 - 翻訳学校の門下生。